# جورج ريتشاردز (لاعب كرة قدم أسترالية)
جورج ريتشاردز (بالإنجليزية: George Richards)‏ هو لاعب كرة قدم أسترالية أسترالي، ولد في 11 أغسطس 1888، وتوفي في 8 مايو 1928.

## وصلات خارجية
- جورج ريتشاردز على موقع AustralianFootball.com (الإنجليزية)
- جورج ريتشاردز على موقع AFLtables.com (الإنجليزية)